# 毓璜顶古建筑群
毓璜顶古建筑群，位于山东省烟台市芝罘区毓璜顶北路23号，是中华人民共和国山东省文物保护单位之一。
又称毓璜顶公园，又名小蓬莱，是烟台市区的主要风景区之一。坐落在烟台市中心的位置上，海拔72米，面积89100平方米，建筑面积5000平方米。1980年辟为公园。 2006年12月7日，授予山东省文物保护单位，是一座古建筑。